# Marvin Alexander
Marvin Louis Alexander (Memphis, 18 dicembre 1966) è un ex cestista statunitense, professionista in Spagna, Francia e Belgio.

## Palmarès

### Squadra
- Campionato belga: 1

Ostenda: 1994-95

### Individuale
- USBL All-Rookie Team (1988)